# Великая Ольшаница
Вели́кая Ольша́ница (укр. Велика Вільшаниця) — село в Золочевской городской общине Золочевского района Львовской области Украины.
Село расположено на стыке трех географических районов: Малого Полесья, Пасмового Побужья и Подольской возвышенности. Рельеф очень разнообразный — заболоченные низины, холмы, которые чередуются с ними, врезаются в горы Гологоры.
Через с. Великая Ольшаница протекает река Гологорка.
Земли села граничат с двумя заповедными участками степной растительности. Это горы Лысая и Сипуха.
Население по переписи 2001 года составляло 873 человека. Занимает площадь 3,762 км². Почтовый индекс — 80732. Телефонный код — 3265.

## История
Первое письменное упоминание о селе относится к концу XIV в. Местность, на которой расположено село, была сильно заболочена. На ней росло много ольхи — ольховый лес. От этого пошло и название села.
Существуют две версии основания села. По первой, в Гологоры ехали чумаки, которые везли соль. У ольховой роще остановились на отдых. Местность им понравилась, и они основали первое поселение.
Второе предание говорит о том, что ехал венгр, остановился на Гряде (поле, которое окружает село). Здесь построил временное жилье и назвал его «Ольшаница-Буда». Со временем останавливались здесь и другие люди, постепенно возникло поселение. Татары жгли село, а люди убегали в ольховую (ольшиновую) рощу.
Земли села Великая Ольшаница принадлежали графам Ожировским. На их пожертвования в 1882 году здесь была построена новая каменная церковь, а в начале XX в. — школа. В 1935 году на средства жителей села была построена новая двухэтажная школа.
В годы второй мировой войны здание школы было переоборудовано под госпиталь. Памятью об этой войне является братская могила, в которой захоронено более 300 человек.

## Известные уроженцы
- Курманович, Виктор Иосифович (1876—1945) — государственный и общественный деятель, генерал Украинской Галицкой Армии.